# Финзер, Девин
Девин Финзер (англ. Devin Finzer; родился в 1990) — американский предприниматель и руководитель отдела технологий. Он соучредитель и нынешний главный исполнительный директор OpenSea, крупнейшей в мире торговой площадки невзаимозаменяемых токенов. В январе 2022 года Forbes оценил доли в OpenSea, принадлежащие Финзеру и его соучредителю Алексу Аталлаху, примерно в 2,2 миллиарда долларов, что сделало их двумя первыми миллиардерами, занимающихся невзаимозаменяемыми токенами.

## Биография
Девин Финзер родился в 1990 году. Он учился в средней школе Мирамонта в Оринде, Калифорния.
Финзер поступил в Университет Брауна, где в 2013 году получил степень бакалавра компьютерных наук и математики. На первом курсе Финзер вместе с будущим основателем Figma Диланом Филдом работал над созданием CourseKick, социально-ориентированной поисковой системы для регистрации на университетские курсы. Всего через две недели после запуска сайта зарегистрировалось более 20% студентов бакалавриата. Во время учёбы в университете Финзер проходил стажировку в Wikimedia Foundation, Google Cloud Platform и Flipboard. После окончания учебы он устроился на работу в Pinterest в Сан-Франциско инженером-программистом.

## Карьера
Финзер является соучредителем двух технологических стартапов, в том числе Claimdog, приложения для личных финансов, приобретённого Credit Karma за нераскрытую сумму. В Credit Karma Финзер заинтересовался технологией блокчейн. Вместе с Алексом Аталла он разработал и представил WifiCoin, который предлагает токены в обмен на совместное использование доступа к беспроводному маршрутизатору. Пара представила концепцию Y Combinator и была принята. Вдохновлённые выпуском CryptoKitties, пара перешла на рынок невзаимозаменяемых токенов, основав OpenSea в декабре 2017 года.
В июле 2021 года Финзер занял 19-е место в списке Forbes «NFT 50» самых влиятельных людей в сфере невзаимозаменяемых токенов.